# Историја будизма
Историја будизма покрива период од 6. века п. н. е. до данас, почевши са рођењем Буде Гаутаме. Једна је од најстаријих живих религија света.
Будизам је настао у Индији, одакле се проширио средњом Азијом, источном Азијом и југоисточном Азијом. У свом највећем успону, будизам се проширио од Монголије до Малдивских острва, од Балка на северу Авганистана до Балија. Као последица тога, иако је суштина дарме остала иста, њен спољни облик се знатно променио.
У 3. веку п. н. е, махасангике су се одвојиле од тхера (раних теравадина) зато што су желеле да укључе читав низ лаичких следбеника, док су тхере желеле да се врате на раније монашко учење. Временом су настале бројне школе и покрети, међу којима су водећи: теравада, махајана и вађрајана.

## Рани будизам
Будини нови следбеници су на формалан начин позивани да напусте свакодневни живот следећим речима: "Дођи, просјаче! Добро подучавано је учење; следи узвишени пут ка потпуном искорењивању патње." У почетку нису постојале организоване монашке заједнице, а женама није допуштано да се заређују. Одабрани следбеници описивани су као араханти, термин који се у почетку примењивао на све аскете, да би касније означавао само оне који су достигли крајња стања прочишћености.
Како је време пролазило почетна неформална веза у будистичкој заједници добијала је све одређенију структуру. То је било очигледно већ на првом будистичком сабору (око 370. године пре наше ере). Монаси су охрабривани да и сами подучавају дхамму и било им је допуштено да заређују следбенике. Кандидати за монаштво морали су да обрију главу и носе жути огртач којим им је огрнуто само једно раме. Морали су да исказују поштовање старешини монаху и да три пута дневно објављују своју оданост трима уточиштима: Буди, дхамми (учењу) и сангхи (заједници). Чини се да су у то време почеле да се граде манастирске зграде (вихара), како би се у њима сместили монаси на пропутовању, а биле су нарочито важне током периода монсуна. Могуће је да су проблеми везани за смештај и путовање кроз опасне крајеве довели до тога да се прекине са заређивањем жена: није познато када је та пракса престала.

## Мауријско царство (322–180. п. н. е.)
- Речи „Буде“ (𑀩𑀼𑀥𑁂, Буда) и „Шакја-муни“ (𑀲𑀓𑁆𑀬𑀫𑀼𑀦𑀻, „Мудрац из Шакје“) на брахми писму на Ашокином натпусу на Лумбини стубу (око 250. п. н. е.).
- Фрагмент 6. стуба Ашокиног едикта (238. п. н. е.), у брахмију, пешчар,  Британски музеј.
- Приближна реконституција Велике ступе са Ашокиним стубом, Санчи, Индија.

## Ширење будизма

### Ширење будизма Индијом
Сто педесет година након смрти Готама Буде, његово учење се увелико проширило по целој северној Индији. Затим се, у 3. веку пре наше ере, индијски цар Ашока из династије Маурја преобратио у будизам. У време Ашокиног доласка на престо (272. година пре наше ере) царство Маурја се проширило на скоро читав потконтинент, обезбеђујући будизму лако ширење на огромном пространству. Анализа човекове ситуације какву је давала ова религија, њен егалитаризам и углед који јој је пружила чињеница да ју је и сам цар прихватио, давали су јој знатну предност над осталим верским системима тадашње Индије.
Будизам је многе људе привукао својим високим етичким стандардима и противљењем хиндуистичком систему касти. Ашока је такође сазвао велики сабор монашке заједнице и потом послао монахе, мисионаре у суседне земље, па чак и у далеку Европу. Најуспешнија од свих је била мисија у Шри Ланки. Острво је постало будистичко и остало такво све до данашњих дана. Остале мисије су пренеле будизам у јужну и западну Индију, Кашмир, јужни део данашње Бурме и полуострвски део Тајланда. Око сто година након овога су Авганистан и планински део северне Индије прихватили будизам и њихови монаси и трговци су одатле постепено ширили своју вероисповест у средњу Азију и напослетку у Кину, одакле је она касније продрла у Кореју и Јапан.

### Ширење будизма на Тибет
Негде у 8. веку је тибетански краљ послао свога амбасадора у Индију да доведе монахе и пренесе будистичке списе на Тибет. Након тога, велики број монаха и учитеља из Индије долази на Тибет и будизам тамо постаје чврсто устоличен. Од тада, Тибет је једно од најјачих будистичких упоришта.

### Ширење Азијом и нестанак будизма у Индији
Око 12. века је будизам постао главна вероисповест у Бурми, Тајланду, Лаосу и Камбоџи, углавном захваљујући напору монаха из Шри Ланке.
Индијски будизам је већ у 8. или 9. веку био у озбиљном паду. Комплетно је нестао доласком исламских освајача Индије у 13. веку.

## Савремено доба

### Повратак будизма у Индију
Тек од средине 20. века будизам је поново почео да расте у Индији. Године 1956. године се вођа “недодирљивих” у Индији преобратио у будизам, јер су он и његови људи много пропатили због кастинског система. Од тада је осам милиона људи прешло у будизам и тај број и даље расте.

### Ширење будизма на Запад
Први Западњаци који су постали будисти су вероватно били Грци који су се селили у Индију са освајањима Александра Великог у 3. веку пре нове ере. Једна од најважнијих древних будистичких књига, Милиндапанха, састоји се од дијалога између индијског монаха Нагасене и индијско-грчког краља Милинде. У новијој прошлости будизам је почео да изазива поштовање Запада пред крај 19. века, када су научници почели да преводе будистичке списе и пишу о будизму. На почетку 20. века је неколико Западњака почело да назива себе будистима, а један или два су се чак и замонашили. 1929. је изграђен калмички будистички храм у Београду, тада први и једини будистички храм у Европи. Од 1960-их број западних будиста константно расте и данас они чине малу, али значајну популацију у већини западних земаља.